# Spoorlijn Amsterdam Centraal - Schiphol

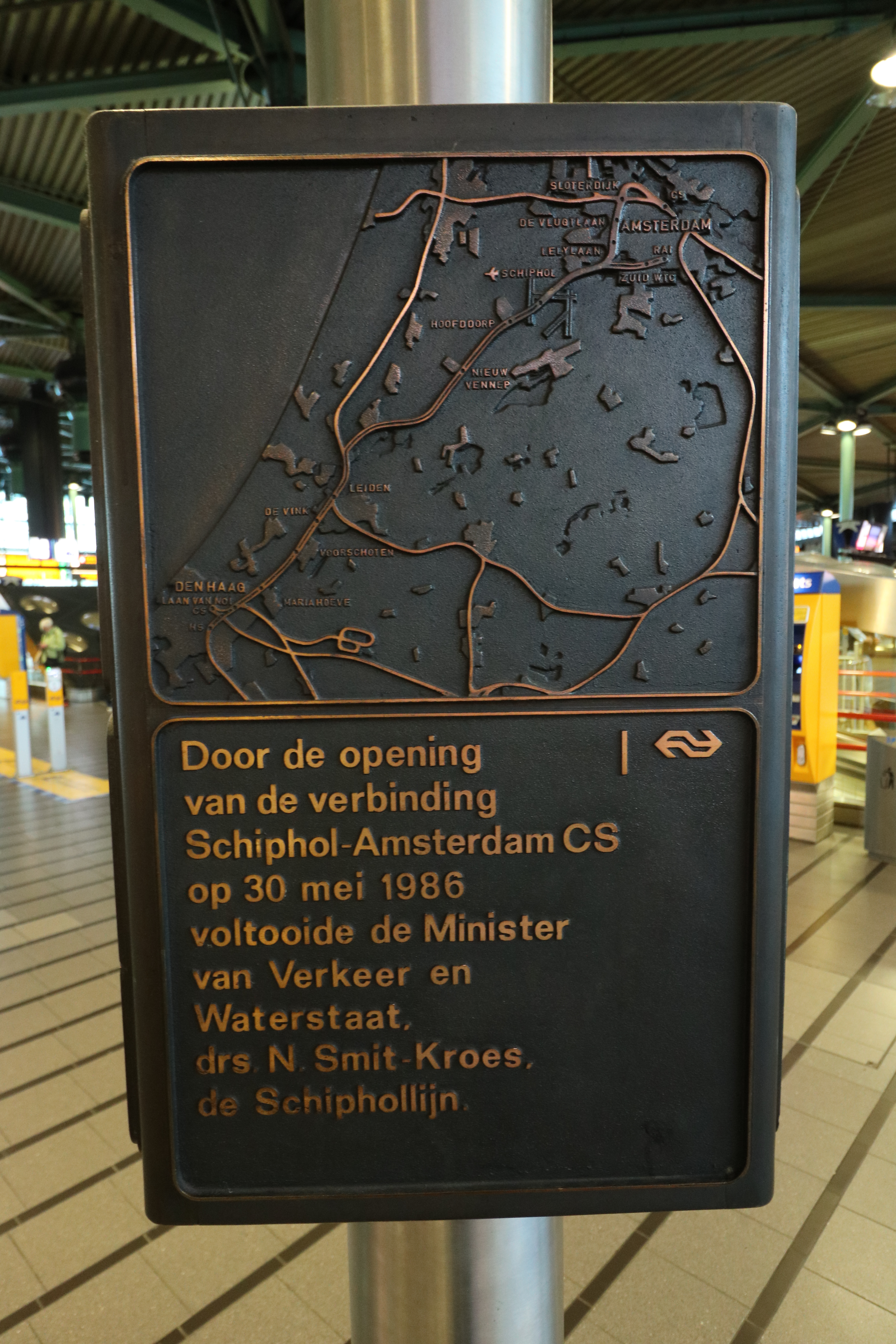
Plaquette van de opening van Schiphol-Amsterdam CS op 30 mei 1986.

De spoorlijn tussen Amsterdam Centraal en Schiphol vormt de westelijke tak van de Amsterdamse Ringspoorbaan. De lijn werd geopend op 1 juni 1986.
Hiermee kreeg het belangrijke Amsterdam Centraal Station zijn aansluiting op de luchthaven. Schiphol kon met deze verbinding opgenomen worden in het Intercitynetwerk van de NS. De intercityverbindingen van Amsterdam naar Brussel en Vlissingen werden toen ook verlegd van Haarlem naar Schiphol. De opening van deze lijn vond plaats in een periode waarin de NS door de overheid vanwege de file- en de milieuproblematiek steeds meer werd beschouwd als een alternatief voor de auto. De NS zou twee jaar later in 1988 dan ook Rail 21 publiceren. Tot dan was de NS meer gezien als een vervoerbedrijf voor mensen die zich geen auto konden veroorloven, wat juist niet gold voor de reizigers op deze nieuwe spoorlijn; luchtreizigers en werknemers op Schiphol. De NS had in de jaren '70 en '80 vaak bezuinigingen opgelegd gekregen vanwege de economische crisis in Nederland.
Naar aanleiding van deze opening kreeg Koploper 4011 KLM-kleuren en het stel heeft in de gewone dienst lange tijd rondgereden. Koploper 4012 kreeg niet lang daarna Martinair-kleuren.

## Stations
Er werden drie nieuwe haltes gebouwd, gedeeltelijk op viaducten, te weten: Amsterdam Lelylaan, Amsterdam De Vlugtlaan, en het bovenste gedeelte van Amsterdam Sloterdijk. Dit laatste werd hierdoor het eerste kruisingsstation van Nederland. De bovenste lijn loopt richting Amsterdam in een boog, aansluitend op de onderste.
De stations kenmerkten zich door een stationsstijl met veel blauw en rode accenten; kleuren die ook terug zouden komen bij latere stations uit die periode zoals op de Flevolijn. Het betrof een duidelijke trendbreuk met het in de jaren '70 veel gebruikte oranje en bruin. Onder meer de wachtruimte en de stationrestauratie op station Lelylaan waren 'light dodger blue', en zelfs het perron op station Lelylaan en de overkapping van het hooggelegen perron van station Sloterdijk waren beiden lichtblauw.
Op de Westtak was ter hoogte van de huidige metrohalte Henk Sneevlietweg het station Amsterdam Aletta Jacobslaan gepland, maar dit is nooit gebouwd. Het geplande station staat vermeld in een officiële uitgave van de Nederlandse Spoorwegen uit 1986.
Station De Vlugtlaan werd in 2000 gesloten en later gesloopt in verband met de aanleg van de in 2003 geopende Hemboog, die een verbinding mogelijk maakt tussen Schiphol en Zaandam. Nabij het vroegere NS-station kwam in 1997 een gelijknamige metrohalte.
Overzicht van stations langs de lijn (cursief: voormalig station):
| Station                | Geopend   | Huidig gebouw                                                                        |
| ---------------------- | --------- | ------------------------------------------------------------------------------------ |
| Amsterdam Centraal     | 1889      | 1889, SS, 1e gebouw, uniek ontwerp van o.a. Cuypers                                  |
| Amsterdam Sloterdijk   | 1983/1986 | 1983, NS, 1e gebouw, uniek ontwerp van Reijnders                                     |
| Amsterdam De Vlugtlaan | 1986      | geen, uniek ontwerp van Steenhuis, station gesloten in 2000, gebouw gesloopt in 2001 |
| Amsterdam Lelylaan     | 1986      | 1986, NS, 1e gebouw, uniek ontwerp van Steenhuis                                     |
| Schiphol Airport       | 1978      | 1995, NS, 2e gebouw, geïntegreerd in Schiphol Plaza                                  |

## Dienstregeling
De eerste tien jaren reden op deze lijn alleen lange-afstandstreinen: de treinen van Amsterdam Centraal via Schiphol naar Vlissingen en Brussel, en de treinen vanaf Hoofddorp via Amsterdam Centraal naar Amersfoort en verder. De intercity's naar en van Amersfoort, reden tussen tussen Schiphol en Amsterdam Centraal als stoptrein. De intercity's van Amsterdam naar Brussel en Vlissingen stopten alleen op Amsterdam Lelylaan dat de eerste jaren nog een Intercitystatus had. Op de lijn werden vooral de Koplopers en de (Benelux)intercity-rijtuigen ingezet, het nieuwste en het meest comfortabele materieel dat de NS toen ter beschikking had.
Na de voltooiing van de spoorverbinding Schiphol – Weesp in 1993 reden vanaf 1996 de treinen Schiphol – Amersfoort niet meer over deze lijn. In 1996 ging de nieuwe sneltreindienst Amsterdam Centraal – Schiphol – Den Haag Centraal rijden die de stops in de stations aan de Westtak overnam. De intercity's naar Vlissingen en Brussel reden sindsdien non-stop tussen Amsterdam Centraal en Schiphol.
Vanaf 2010 gingen de treinen Amsterdam – Vlissingen weer via Haarlem en Leiden rijden (net als tot 1986). De Beneluxtrein Amsterdam – Brussel bleef via Amsterdam Centraal – Schiphol rijden tot december 2024, toen deze verlegd werden naar de route  Amsterdam Zuid – Schiphol.
Met de ingebruikname van de HSL Zuid in 2009 kwamen er rechtstreekse Fyra-treinen en, vanaf 2013, Intercity direct-treinen Amsterdam – Schiphol – Rotterdam, die tussen Amsterdam Centraal en Schiphol non-stop reden via de Westtak. Vanaf december 2024 zijn deze treinen (ook) verlegd naar de route Amsterdam Zuid – Schiphol.
Met de introductie van de NS-treindienst 2025 verdwenen alle intercity’s tussen Schiphol en Amsterdam Centraal. Deze werden omgeleid naar Station Amsterdam Zuid.
De sprinter Hoofddorp – Amsterdam Sloterdijk – Zaandam – Hoorn Kersenboogerd rijdt gedeeltelijk over de Westtak; de overige treinseries reden het gehele trajecten waarbij ze al dan niet stoppen in één of meerdere stations.
Sinds 15 december 2024 verzorgt de Airport Sprinter de frequente treindienst (overdag acht keer per uur) tussen Amsterdam Centraal, Sloterdijk, Lelylaan, Schiphol en Hoofddorp. Behalve de sprinter Hoofddorp – Hoorn Kersenboogerd rijden er geen andere treinen meer dan de Airport Sprinter die stoppen op alle stations.
Met de komst van deze trein op 15 december 2024 vervielen alle andere treinen op de verbinding tussen Amsterdam Centraal en Schiphol die daar tot dan toe reden, zoals de sprinters richting Weesp en verder en de intercitytreinen richting Rotterdam (HSL) en verder.
Wel rijden er nog treinen van het Nachtnet en Eurostar-treinen van Amsterdam naar London en Parijs, zonder stoppen tussen Amsterdam en Schiphol (de trein naar London stopt ook niet te Schiphol).
| Serie            | Treinsoort          | Route | Bijzonderheden |
| ---------------- | ------------------- | --- | --- |
| 1400             | Intercity (NS)      | Utrecht Centraal – Amsterdam Centraal – Schiphol Airport – Den Haag HS – Rotterdam Centraal | Nachtnet. In beide richtingen stopt de eerste trein (in beide richtingen rond 1:30 uur) op Amsterdam Bijlmer ArenA. In de nacht van dinsdag op woensdag zijn er werkzaamheden aan de Westtak. Deze serie stopt dan niet op Schiphol Airport. Dat station wordt dan bediend door intercity 11400. |
| 4100             | Sprinter (NS)       | Hoofddorp – Schiphol Airport – Zaandam – Purmerend – Hoorn – Hoorn Kersenboogerd | |
| 8100             | Sprinter (NS)       | Hoofddorp – Schiphol Airport – Amsterdam Sloterdijk – Amsterdam Centraal | Rijdt onder de formule Airport Sprinter. |
| 8200             | Sprinter (NS)       | Hoofddorp – Schiphol Airport – Amsterdam Sloterdijk – Amsterdam Centraal | Rijdt onder de formule Airport Sprinter. |
| 8300             | Sprinter (NS)       | Hoofddorp – Schiphol Airport – Amsterdam Sloterdijk – Amsterdam Centraal | Rijdt onder de formule Airport Sprinter. Rijdt niet na 21:00 uur. |
| 8400             | Sprinter (NS)       | Hoofddorp – Schiphol Airport – Amsterdam Sloterdijk – Amsterdam Centraal | Rijdt onder de formule Airport Sprinter. Rijdt niet na 21:00 uur. |
| Eurostar 9100    | Eurostar (Eurostar) | Amsterdam Centraal – Rotterdam Centraal – Brussel-Zuid – Lille-Europe – London St Pancras International | |
| Eurostar 9300    | Eurostar (Eurostar) | Amsterdam Centraal – Schiphol Airport – Rotterdam Centraal – Antwerpen-Centraal – Brussel-Zuid – Paris-Nord | Via HSL. Diverse ritten alleen tussen Amsterdam en Brussel. |
| Eurostar 9900    | Eurostar (Eurostar) | Amsterdam Centraal – Schiphol Airport – Rotterdam Centraal – Antwerpen-Centraal – Brussel-Zuid – [ Aéroport Charles-de-Gaulle 2 TGV – Marne-la-Vallée - Chessy ] / [ Chambéry-Challes-les-Eaux – Albertville – Moûtiers - Salins - Brides-les-Bains – Aime-La Plagne – Landry – Bourg-Saint-Maurice ] / [ Valence-Rhône-Alpes-Sud TGV – Avignon TGV – Aix-en-Provence TGV – Marseille Saint-Charles ] | Via HSL. Marne-la-Vallée - Chessy 2 keer per dag. Bourg-Saint-Maurice 1 keer per week in de winter. Marseille Saint-Charles 1 keer per week in de zomer. |
| Nachttrein 32740 | Nachttrein (Arriva) | Zwolle – Lelystad Centrum – Almere Centrum – Amsterdam Centraal – Schiphol Airport | Rijdt alleen in de nachten van vrijdag op zaterdag en zaterdag op zondag. |
| Nachttrein 32780 | Nachttrein (Arriva) | Groningen – Assen – Zwolle – Lelystad Centrum – Almere Centrum – Amsterdam Centraal – Schiphol Airport | Rijdt alleen in de nacht van vrijdag op zaterdag. |